# Конди (Баия)
Конди (порт. Conde)  —  муниципалитет в Бразилии, входит в штат Баия. Составная часть мезорегиона Северо-восток штата Баия. Входит в экономико-статистический микрорегион Энтри-Риус. Население составляет 23 545 человек на 2006 год. Занимает площадь 950,620 км². Плотность населения — 24,8 чел./км².

## Статистика
- Валовой внутренний продукт на 2003 год составляет 94 270 142,00 реалов (данные: Бразильский институт географии и статистики).
- Валовой внутренний продукт на душу населения на 2003 год составляет 4263,11 реалов (данные: Бразильский институт географии и статистики).
- Индекс развития человеческого потенциала на 2000 год составляет 0,594 (данные: Программа развития ООН).